# Загін «Троя»
Загін спеціального призначення «Троя», відоме також як розвідрота «Троя» — озброєне угруповання, що входило до складу воєнізованих підрозділів ДНР. Складалося переважно з громадян Росії, так званих «добровольців». Було роззброєне у 2016 році силовими структурами ДНР.

## Історія
«Троя» здійснювала охорону Йосипа Кобзона під час його приїзду до Донецька у 2015 році.

### Ліквідація
Під кінець 2015 року у бойовиків «Трої» виник конфлікт з центральними структурами ДНР. За одними даними, причина його полягала у залежності бойовиків від наркотиків. За іншими — у переділі сфер впливу з місцевими «казацькими» угрупуваннями, а також убивстві одного зі своїх поплічників і пораненні довіреної особи структури ДНР. Прихильне до «Трої» джерело стверджує протилежне — що бойовики «Трої» майже не вживали алкоголю й наркотиків, а також ймовірно перешкоджали розповсюдженню наркотичних речовин, чим і відрізнялися від інших озброєних загонів ДНР.
Номінальне керівництво ДНР виступило саме на боці членів «3 МСБ».
На час початку ліквідації, база угруповання «Троя» знаходилася в селищі Озерянівці, що у передмісті Горлівки. 31 грудня 2015 року цю базу було оточено підрозділами, що підконтрольні ДНР: «1-й батальйоном територіальної оборони» «3-ім механізованим батальйон», що членів «Трої» на їх базі. В процесі облоги на інтернет сайтах та сторінках, члени «Трої» звинувачували членів інших підрозділів ДНР у «кришуванні» наркотрафіку і «мертвих душах», а ті називали «Трою» організованим злочинним угрупованням та фальшивими десантниками. 30 січня 2016 року базу «Трої» було взято штурмом, із застосуванням артилерії. У штурмі брали участь угруповання «Оплот» і «Республіканська Гвардія ДНР».
Одного з лідерів «Трої», Бєлого — було захоплено та вивезено у невідомому напрямку.
За повідомленням прихильного до угруповання джерела, під час штурму загинуло близько десяти членів «Трої», і кілька осіб з числа учасників штурму. Аналіз фото та відеоматеріалів з місця події навпаки не показує жодних слідів бою, а отже інформація про загиблих швидше за все є фальшивою.
Російські ЗМІ, у тому числі й підконтрольні ДНР, загалом проігнорували ліквідацію угруповання «Троя», та пов'язані з цим події.

## Командування
- Новіков Володимир Миколайович «Алабай» (рос. Новиков Владимир Николаевич),[9][4][3]
- «Бєлий» (рос. "Белый")[5].

## Склад та озброєння
За чисельністю угруповання «Троя», на момент ліквідації, було близьким до роти. «Троя» складалася переважно з громадян Російської Федерації.

## Участь в бойових діях
За повідомленням прихильного до угруповання джерела, «Троя» брала участь у боях за Савур-могилу, Іловайськ, Горлівку, Зуївку, Дебальцеве[неавторитетне джерело]